# Tadeusz Karpiński (starosta)
Tadeusz Karpiński (ur. 1 maja 1894 we Lwowie, zm. 29 maja 1943 roku) – starosta powiatowy szamotulski (1931-1933) i kościański (od 1933).

## Życiorys
Był synem Władysława Karpińskiego i Antoniny Karpińskiej, z d. Glinieckiej. Jego ojciec był radcą Skarbu.
W 1911 ukończył VIII Gimnazjum we Lwowie, w 1916 prawo na Uniwersytecie Lwowskim.
Po wybuchu I wojny światowej został żołnierzem Legionu Wschodniego, po jego rozwiązaniu we wrześniu 1914, służył w 19 pułku obrony krajowej. został zwolniony z wojska z powodu złego stanu zdrowia w 1915. Od 16 sierpnia 1916 do 31 października 1918 był praktykantem konceptowym Namiestnictwa we Lwowie, był oddelegowany do starostw powiatowych w Bochni i Olkuszu. Od listopada 1918 do grudnia 1920 był komisarzem powiatowym w starostwie w Kałuszu, od grudnia 1920 do czerwca 1922 pracował w Syndykacie Koszykarskim SA w Krakowie. W latach 1922–1926 pracował w Urzędzie Wojewódzkim w Krakowie, w latach 1926-1929 w starostwie powiatowym w Krakowie, w latach 1929-1930 ponownie w Urzędzie Wojewódzkim w Krakowie. W latach 1930–1931 pracował w starostwie powiatowym, od stycznia 1931 do kwietnia 1931 w starostwie powiatowym w Szamotułach. 
W kwietniu 1931 został starostą szamotulskim, w kwietniu 1933 starostą kościańskim. Tę ostatnią funkcję pełnił do wybuchu II wojny światowej. Po wybuchu wojny mieszkał i pracował w Warszawie. 17 maja 1943 uwięziony przez Niemców. Więziony na Pawiaku, rozstrzelany w ruinach getta warszawskiego, m.in. razem ze swoim teściem Jerzym Stamirowskim, byłym starostą olkuskim.
Jego drugą żoną była Irena Stamirowska (poślubiona w 1938).
Odznaczony Złotym Krzyżem Zasługi (1938). W 2022 w Kościanie odsłonięto poświęconą mu tablicę pamiątkową.